# آدرنو
آدرنو (به انگلیسی: Adreno) یک سری از گرافیک‌های مخصوص تلفن هوشمند و تبلت است که توسط کمپانی آمریکایی کوالکام طراحی و تولید می‌شود و در چیپ‌ست‌های اسنپ‌دراگون این شرکت مورد استفاده قرار می‌گیرد. این گرافیک‌های مخصوص موبایل ابتدا توسط شرکت ای‌تی‌آی تحت نام ایمجئون (Imageon) تولید و عرضه می‌شد. در سال ۲۰۰۶ شرکت ای‌ام‌دی سهام ای‌تی‌آی را خرید و در ۲۰۰۸ کوالکام حق طراحی و تولید ایمجئون را از ای‌ام‌دی خرید و نام این سری از گرافیک‌ها را به آدرنو تغییر داد.

## مدل‌ها
| نام                      | معماری                 | ساختار (نانومتری) | فرکانس کلاک (هرتز) | ارزش‌گذاری   | ارزش‌گذاری    | ارزش‌گذاری      | ای‌پی‌آی (نسخه) | ای‌پی‌آی (نسخه) | ای‌پی‌آی (نسخه) | ای‌پی‌آی (نسخه) | ای‌پی‌آی (نسخه)                    | کدک‌های ویدئویی | کدک‌های ویدئویی | کدک‌های ویدئویی | کدک‌های ویدئویی | کدک‌های ویدئویی | کدک‌های ویدئویی | قدرت بر اساس گیگافلاپس                | استفاده            |
| نام                      | معماری                 | ساختار (نانومتری) | فرکانس کلاک (هرتز) | MPolygons/s | Pixel (GP/s) | Texture (GT/s) | OpenGL ES     | OpenVG        | OpenCL        | OpenGL        | دایرکت‌ایکس                       | MPEG-2         | H.۲۶۴          | HEVC           | VP8            | VP9            | Daala          | قدرت بر اساس گیگافلاپس                | استفاده            |
| ------------------------ | ---------------------- | ----------------- | ------------------ | ----------- | ------------ | -------------- | ------------- | ------------- | ------------- | ------------- | -------------------------------- | -------------- | -------------- | -------------- | -------------- | -------------- | -------------- | ------------------------------------- | ------------------ |
| آدرنو ۱۳۰                | تابع خطی ثابت          |                   |                    |             |              |                | ۱٫۱           | ۱٫۱           | —             |               | Direct3D Mobile DirectDraw & GDI |                |                |                |                |                |                | ۱٫۲                                   |                    |
| آدرنو ۲۰۰                | معماری سایه‌زنی یکپارچه |                   |                    |             |              |                | ۲٫۰           | ۱٫۱           | —             |               |                                  |                |                |                |                |                |                | ۲٫۱                                   | اسنپ‌دراگون اس۱     |
| آدرنو ۲۰۰ (مدل تقویت‌شده) |                        |                   |                    |             |              |                | ۲٫۰           | ۱٫۱           | —             |               |                                  |                |                |                |                | ۲٫۴ تا ۳٫۲     | اسنپ‌دراگون اس۱ |                                       |                    |
| آدرنو ۲۰۳                |                        |                   |                    |             |              |                | ۲٫۰           | ۱٫۱           | —             |               |                                  |                |                |                |                | ۷٫۲            |                |                                       |                    |
| آدرنو ۲۰۵                |                        |                   |                    |             |              |                | ۲٫۰           | ۱٫۱           | —             |               |                                  |                |                |                |                | ۲٫۸۸ تا ۷٫۲    | اسنپ‌دراگون اس۲ |                                       |                    |
| آدرنو ۲۲۰                | معماری سایه‌زنی یکپارچه |                   |                    |             |              |                | ۲٫۰           | ۱٫۱           | —             |               | ۹٫۰c                             |                |                |                |                |                |                | ۱۰٫۸ تا ۱۹٫۲                          | اسنپ‌دراگون اس۳     |
| آدرنو ۲۲۵                |                        |                   |                    |             | ۰٫۸          |                | ۲٫۰           | ۱٫۱           | —             |               | ۹٫۰c                             |                |                |                |                |                | ۱۲٫۸ تا ۲۵٫۶   | اسنپ‌دراگون اس۴                        |                    |
| آدرونو ۲۳۰               |                        |                   |                    |             |              |                | ۲٫۰           | ۱٫۱           | —             |               | ۹٫۰c                             |                |                |                |                |                |                | اسنپ‌دراگون اس۴                        |                    |
| آدرنو ۳۰۲                |                        |                   |                    |             |              |                | ۳٫۰           | ۱٫۱           | ۱٫۲e          |               | ۹٫۰c                             |                |                |                |                |                |                | اسنپ‌دراگون سری ۲۰۰                    |                    |
| آدرنو ۳۰۵                |                        |                   |                    |             | ۰٫۸          |                | ۳٫۰           | ۱٫۱           | ۱٫۲e          |               | ۹٫۰c                             |                |                |                |                |                | ۱۹٫۲ تا ۲۵٫۶   | اسنپ‌دراگون سری ۴۰۰                    |                    |
| آدرنو ۳۲۰                |                        | ۲۸                | ۴۵۰                |             | ۳٫۲          |                | ۳٫۰           | ۱٫۱           | ۱٫۲e          |               | ۹٫۰c                             |                |                |                |                |                | ۵۱٫۲           | اسنپ‌دراگون اس۴ پرو اسنپ‌دراگون سری ۶۰۰ |                    |
| آدرنو ۳۳۰                |                        | ۲۸                | ۴۵۰/۵۵۰            |             | ۳٫۶          |                | ۳٫۰           | ۱٫۱           | ۱٫۲e          |               | ۹٫۰c                             |                |                |                |                |                | ۱۰۲٫۴ تا ۱۲۲٫۸ | اسنپ‌دراگون سری ۸۰۰                    |                    |
| آدرنو ۴۲۰                |                        | ۲۸                |                    |             | ۴٫۸          |                | ۳٫۰           | ۱٫۱           |               |               |                                  |                |                |                |                |                |                | ۱۵۳٫۶                                 | اسنپ‌دراگون سری ۸۰۵ |